# Ingénieur pédagogique
Un ingénieur pédagogique, conseiller pédagogique ou encore concepteur pédagogique au Québec, conçoit, implante, gère et évalue des dispositifs de formation en présentiel, et/ou en ligne. On parle aussi parfois d'ingénieur techno-pédagogique.
L'expression ingénieur pédagogique sous-entend le terme d'ingénieur pédagogique multimédia. L'ingénieur pédagogique maîtrise toutes les technologies sous-jacentes à la production de module d'apprentissage : technologies web, programmation, traitement de la vidéo, des sons, de l'animation vectorielle. Il est très fréquemment formateur ou enseignant.
Précisons que le terme d'ingénieur n'a pas de valeur juridique dans de nombreux pays et qu'il existe un certain flou dans les dénominations : concepteur e-learning, consultant FOAD, ingénieur de technologies éducatives.
Pour la réalisation d'environnement d'apprentissage, l'ingénieur pédagogique maîtrise les plates-formes pédagogiques (LMS) et les outils de création de contenu d'apprentissage en ligne. Il assiste les formateurs/enseignants à la scénarisation de leur contenu selon des parcours pédagogiques ouverts ou fermés.
Le métier d'ingénieur pédagogique est au carrefour de la pédagogie, des technologies web et du multimédia. Il s'agit d'un métier n'existant que depuis une dizaine d'années et de nombreuses organisations ne disposent que d'un ingénieur pédagogique, véritable « homme à tout faire » du techno-pédagogique : administrateur de plate-forme pédagogique, chef de projet e-learning, expert vidéo et multimédia, support technique auprès des formateurs de l'organisation.
Ses compétences en ingénierie pédagogique et technique lui permettent d'être en interface avec les équipes techniques et pédagogiques dans le cadre de la conception d'un dispositif de formation en ligne (blended, hybride, social, ouvert) se déployant parfois dans un écosystème pédagogique (EAP, portfolio, réseaux sociaux tournés vers la pédagogie).
Les nouvelles tendances pédagogiques nées dans la foulée du Web 2.0 remodèlent son rôle : le social learning, les mooc, les ePortfolio, les espaces personnels d'apprentissage.